# Залізний вовк (Литва)
Залізний вовк (лит. Geležinis vilkas), також відомо як Асоціація залізних вовків — воєнізована профашистовська організація, яка діяла у Литві під час авторитарного режиму Антонаса Сметони.
Організація була створена в 1927 року Аугустінасом Вольдемарасом, колишнім главою християнських демократів і прем'єром Литви від 1926 року. Назва руху походить з легенди про сон Гедиміна, популяризуваної Адамом Міцкевичом у «Пані Тадеуші». Функції почесного керівника організації виконував сам Антонас Сметона. Але незабаром президент і прем'єр опинилися в протиборчих таборах. Організація використовувалася Вольдемарасом як засіб боротьби з політичними опонентами. Об'єднання мало значну підтримку серед молодих офіцерів литовської армії, які захоплювалися гаслами фашизму і вважали, що Сметона проводить дуже помірковану політику. Діяльність руху була заборонена в 1930 році, після чого він почав діяти підпільно і контактувати з Німеччиною. У квітня 1934 року члени організації здійснили невдалу спробу державного перевороту, після чого Вольдемарас опинився у неволі. У 1938 році він вийшов на волю і еміґрував.